# Ramlinsburg
Ramlinsburg (gsw. Ramschbrg) – gmina (niem. Einwohnergemeinde) w północnej Szwajcarii, w kantonie Bazylea-Okręg, w okręgu Liestal. 31 grudnia 2020 liczyła 721 mieszkańców. Przez teren gminy przebiega droga główna nr 12.